# Craig Gordon
Craig Sinclair Gordon (* 31. prosince 1982 Edinburgh) je skotský profesionální fotbalový brankář, který chytá za skotský klub Heart of Midlothian FC a za skotský národní tým.
V roce 2006 získal ve Skotsku ocenění pro nejlepšího hráče dle novinářské asociace SFWA (Scottish Football Writers' Association).

## Klubová kariéra
Kvůli zdravotním potížím s koleny přerušil v roce 2012 svoji profesionální kariéru. O dva roky později podepsal smlouvu s glasgowským Celticem.